# 奧利-約翰·達爾
奧利-約翰·達爾（挪威語：Ole-Johan Dahl，1931年10月12日—2002年1月29日），生於挪威曼達爾，著名電腦科學家，與克利斯登·奈加特共同創造了Simula，被認為是物件導向之父。因此貢獻，他與克利斯登·奈加特共同獲得2001年圖靈獎與2002年约翰·冯诺依曼奖。